# Peugeot Sport
La Peugeot Sport è il reparto corse ufficiale della casa automobilistica francese Peugeot.
Tra i principali successi sportivi si contano un Campionato del Mondo Sport Prototipi, 2 Intercontinental Le Mans Cup, 3 vittorie alla 24 Ore di Le Mans, cinque titoli marche e quattro piloti, nel campionato del mondo rally ed a sette edizioni del Rally Dakar, con quattro successi consecutivi (dal 1987 al 1990) e tre consecutivi nelle edizioni 2016, 2017, 2018.

## Storia
La Peugeot Sport, inizialmente chiamata Peugeot Talbot Sport, fu fondata nel 1981 quando il gruppo PSA Peugeot Citroën incaricò Jean Todt, già navigatore di Guy Fréquelin alla Talbot, di creare un reparto sportivo del gruppo francese.

### Rally

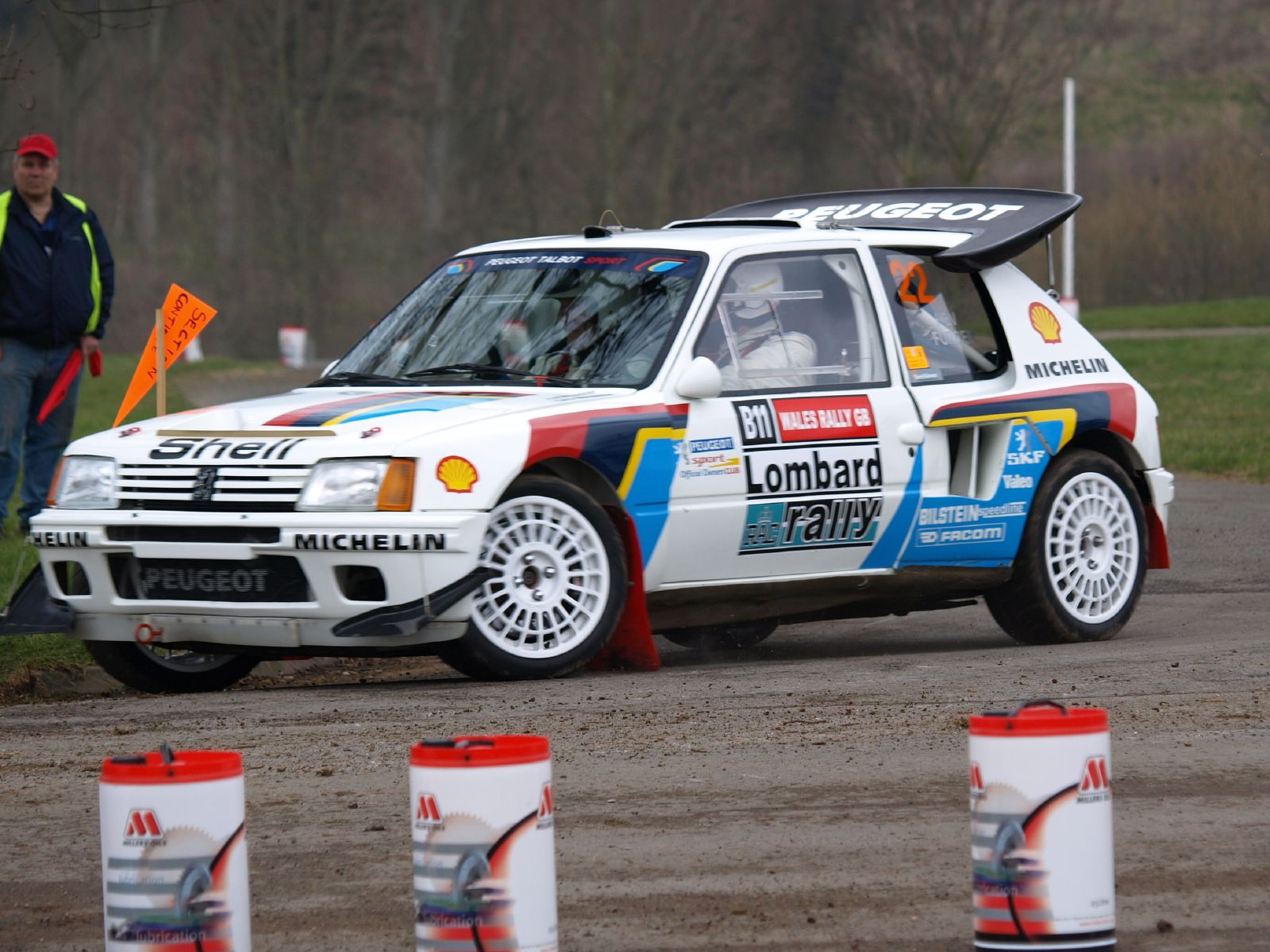
La Peugeot 205 Turbo 16 Evo 2

La neonata squadra ufficiale debuttò nel campionato del mondo rally 1984 con la Peugeot 205 Turbo 16 Gruppo B, cogliendo la prima vittoria al Rally di Finlandia grazie al pilota Ari Vatanen. Nel 1985, il team Peugeot con i piloti Vatanen e Timo Salonen vinse 7 dei 12 rally del calendario iridato, risultato che le permise di conquistare il campionato costruttori, mentre Salonen vinse quello piloti. Vatanen al Rally di Argentina 1985 subì un grave incidente e venne in seguito sostituito da Juha Kankkunen, che nel 1986 vinse il titolo mondiale, mentre la Peugeot si riconfermò campione costruttori dopo un lungo testa a testa con la squadra Lancia, rimasta però orfana del suo alfiere di punta Henri Toivonen, deceduto in un drammatico incidente, per questo motivo la Federazione Internazionale dell'Automobile decise di abolire il Gruppo B a partire dal 1987, accettando solo auto di Gruppo A.
La Peugeot che aveva investito molto nel Gruppo B col progetto 205 T16 e stava già sviluppando la 405 Turbo 16, non disponendo di una vettura di Gruppo A sufficientemente competitiva, abbandonò il mondiale rally, dedicandosi ai rally raid. Dalla 205 T16, con opportune modifiche, venne sviluppata la versione Gran Raid, depotenziata e con passo allungato, con la quale la squadra vinse la Parigi-Dakar 1987, nello stesso anno l'équipe partecipò per la prima volta alla Pikes Peak con 3 esemplari di 205 T16 evoluzione della versione Gruppo B ottenendo 2º, 3º e 4º posto. Nel 1988 rivince la Dakar con la collaudata 205 T16, facendo debuttare anche la nuova 405 T16, vetturà con la quale corse fino al 1990, vincendo 2 Dakar e 2 Pikes Peak.

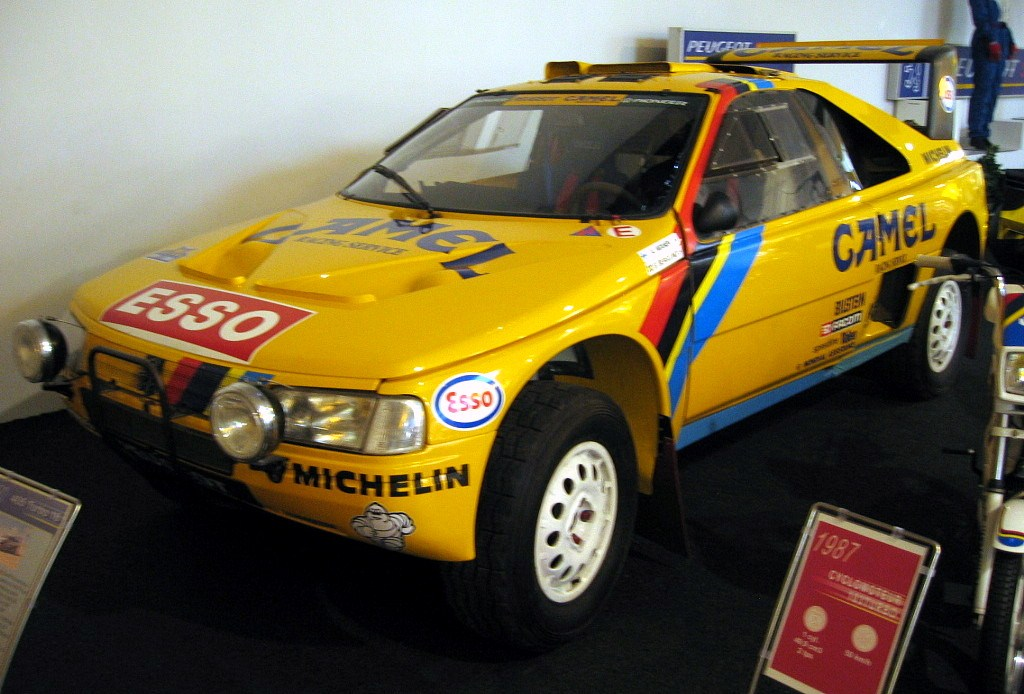
La Peugeot 405 Turbo 16, vincitrice della Parigi-Dakar 1990

Nel 1995 la Peugeot Sport torna a gareggiare ufficialmente nei rally con la Peugeot 306 Maxi gareggiando nella classe 2 litri Kit Car, nonostante si riveli la vettura più veloce della sua classe, il team non partecipa alla Coppa mondiale F2, disputando invece solo gare a livello europeo. La 306 Maxi a trazione anteriore, mossa da un motore 2 litri aspirato da 300 CV di potenza, con un peso limitato di 960 kg, guidata dai piloti Gilles Panizzi e François Delecour, riesce ad essere competitiva in diversi rally valevoli anche per il mondiale, contrastando spesso le più pesanti WRC e ottenendo 3 podi in gare mondiali tra il 1995 e il 1998, vince il campionato francese rally piloti 1996 e 1997.

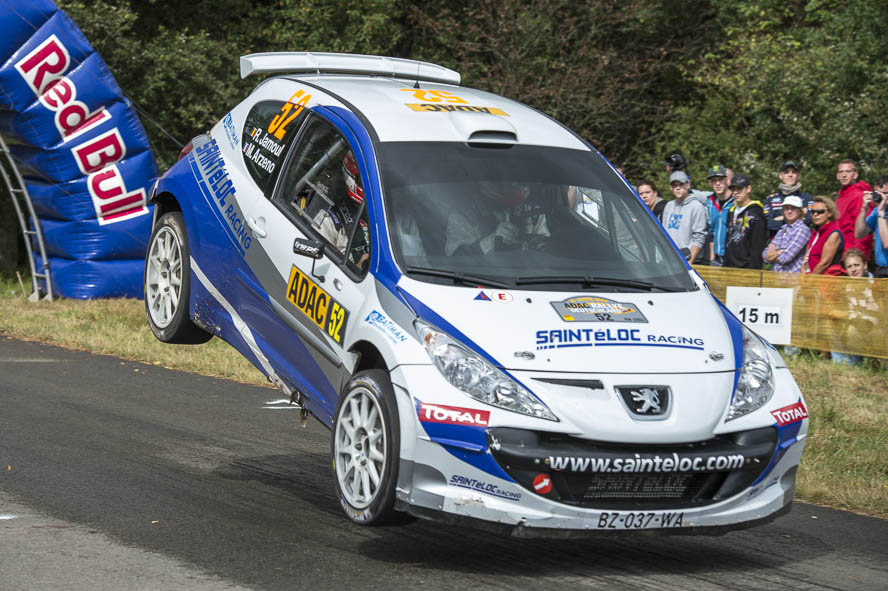
Peugeot 207 S2000 al Rally di Germania 2012

Nel 1999 la Peugeot Sport ritorna nei rally mondiali con un programma ufficiale, schierando la Peugeot 206 WRC, durante la stagione la vettura si dimostra competitiva e già l'anno seguente la squadra conquista i titoli costruttori e piloti con Marcus Grönholm. Con la 206 WRC, la squadra francese gareggia fino al 2003, vincendo un secondo mondiale piloti nel 2002 sempre con Grönholm e altri 2 titoli costruttori nel 2001 e 2002. Dal 2004 al 2005, schiera una nuova vettura per i rally, la Peugeot 307 WRC, con la quale però non riesce a ripetere i successi della 206 WRC, il gruppo PSA decide allora di lasciare spazio nei rally mondiali alla consociata Citroën dimostratasi nel frattempo vincente, mentre la Peugeot torna a rivolgere la sua attenzione principale all'endurance impiegando la Peugeot 908 HDi FAP.
Successivamente Peugeot Sport sviluppa la Peugeot 207 S2000, vettura da rally studiata per il regolamento Super 2000. Affidata al team Kronos Racing e schierata nell'Intercontinental Rally Challenge, ha conseguito rispettivamente 3 titoli piloti e 3 titoli costruttori tra il 2007 e il 2009.
La Peugeot Sport ha partecipato, in forma ufficiale, al mondiale WRC dal 1984 al 2005.

### Endurance
Sul finire degli anni ottanta, il team francese vara un nuovo programma sportivo rivolto alle gare endurance, obiettivo principale la conquista della 24 Ore di Le Mans, viene quindi progettata la Peugeot 905 spinta da un motore V10 con la quale debutta nelle ultime prove del Campionato Mondiale Sport Prototipi 1990. La stagione 1991 inizia con il successo nella prima prova del mondiale, la 430 km di Suzuka, ma a Le Mans i due prototipi si ritirano per rottura del motore; per meglio contrastare la grande rivale Jaguar XJR-14 viene schierata una rivista e più veloce 905 Evo 1 bis, al termine del campionato arriva seconda in classifica costruttori dietro alla Jaguar. L'anno seguente vince l'ultima edizione del mondiale prototipi (poi soppresso) e la 24 Ore di Le Mans, rivinta anche nel 1993.

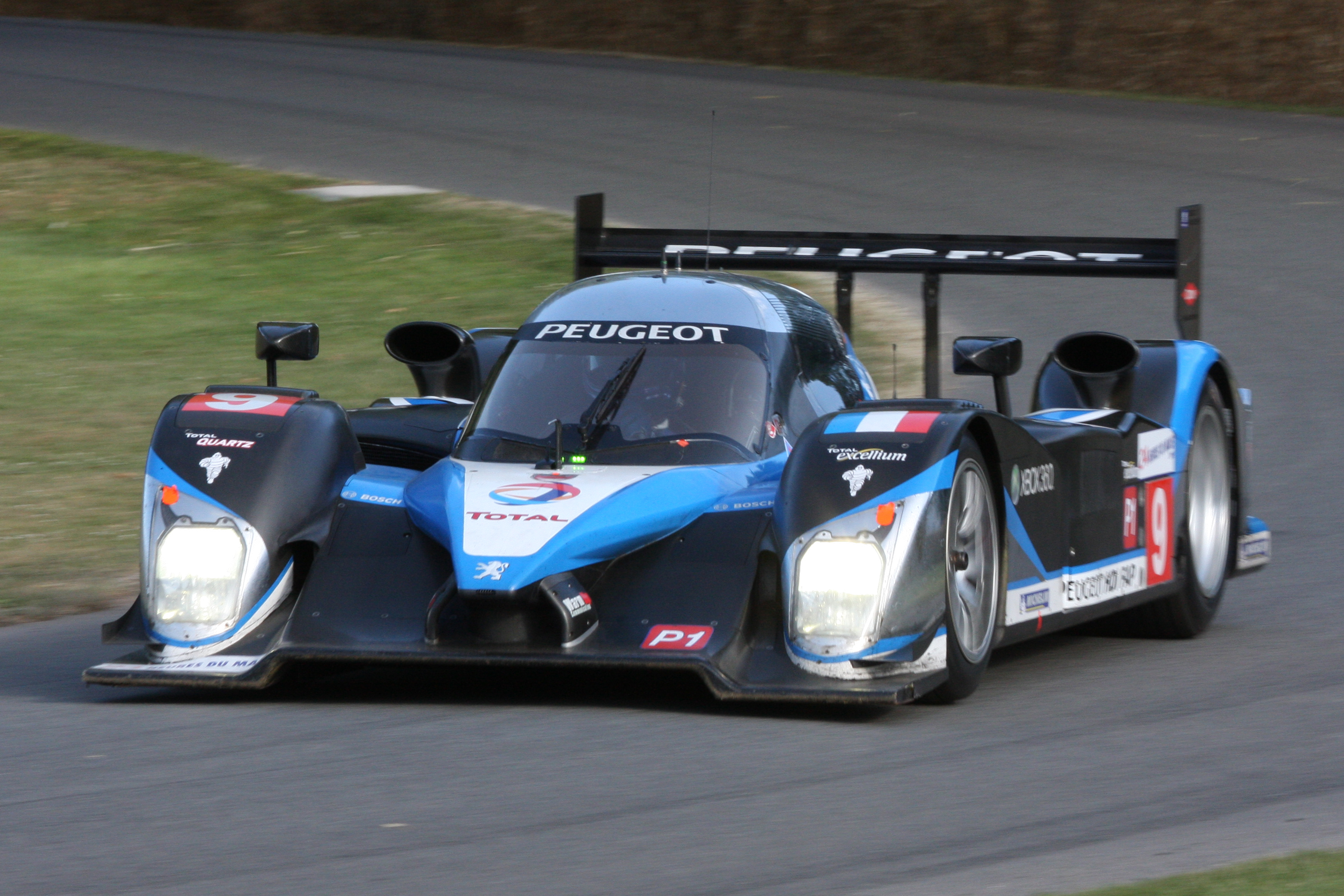
La Peugeot 908 HDi FAP vincitrice della 24 Ore di Le Mans 2009

Nel 2006 la Peugeot annuncia il varo di un nuovo progetto rivolto alla conquista della 24 Ore di Le Mans, annunciando che punterà alla vittoria della corsa con un motore Diesel, perciò nel 2007 realizza un nuovo sport prototipo la Peugeot 908 HDi FAP, con essa ottiene numerose vittorie nel campionato Le Mans Series vincendo il titolo nel 2007, la vittoria della 24 Ore di Le Mans 2009 e altri 4 podi nella celebre corsa, nel 2010 diventa campione dell'Intercontinental Le Mans Cup, gareggiando occasionalmente anche nelle più prestigiose corse del campionato American Le Mans Series.
Per il 2011 i regolamenti tecnici vengono rivisti e il team costruisce un nuovo prototipo, la Peugeot 908, con essa ottiene il 2º, 3º e 4º posto a Le Mans, battuta dall'Audi R18 TDI, mentre si conferma nuovamente campione costruttori nell'Intercontinental Le Mans Cup, con 4 vittorie su 6 corse in calendario.
Nel 2021 Peugeot Sport svela una nuova Hypercar chiamata 9X8 per competere nella 24 ore di Le Mans e nel Campionato del mondo endurance, gareggiando nella nuova categoria LMH (Le Mans Hypercar), ma per colpa della ristrettezza dei tempi per sviluppare il loro nuovo prototipo, l'esordio arriva nella 6 Ore di Monza 2022, a metà stagione 2022. La nuova vettura monta un propulsore Hybrid4, che è composto dall'unione di un motore V6 biturbo da 2,6 litri e 680 cavalli dietro il pilota, abbinato a un motore elettrico posto anteriormente che sviluppa ulteriori 270 cavalli. Più una trazione integrale e una trasmissione sequenziale a 7 rapporti. I primi collaudi in pista sono stati previsti per la fine del 2021, con l'inizio dei test di sviluppo ad inizio 2022.
La Peugeot finalmente torna a competere nella 24 Ore di Lemans nella stagione 2023 (che è anche quella del centenario), dopo ben 12 anni di assenza dall'ultima gara svolta su questo circuito, riuscendo a portarsi a casa un discreto 8º e un 12º posto con le due Peugeot 9X8 portate per la leggendaria gara.

#### Reparto Junior
Nel maggio del 2023, il team apre un reparto Junior per far crescere giovani piloti nel mondo Endurance. Come primo pilota viene scelto Malthe Jakobsen, pilota danese classe 2003.

### Formula Uno
Con la fine del mondiale prototipi, la Peugeot non poté più gareggiare con la 905 in una serie iridata, tuttavia si trovò comunque a disporre di un motore del tutto conforme alla normativa tecnica all'epoca vigente in Formula Uno che era la stessa dei prototipi. Nel 1994 la squadra siglò un accordo di fornitura con la McLaren, ottenendo modestissimi risultati in campionato, per questo motivo il sodalizio durò una sola stagione.

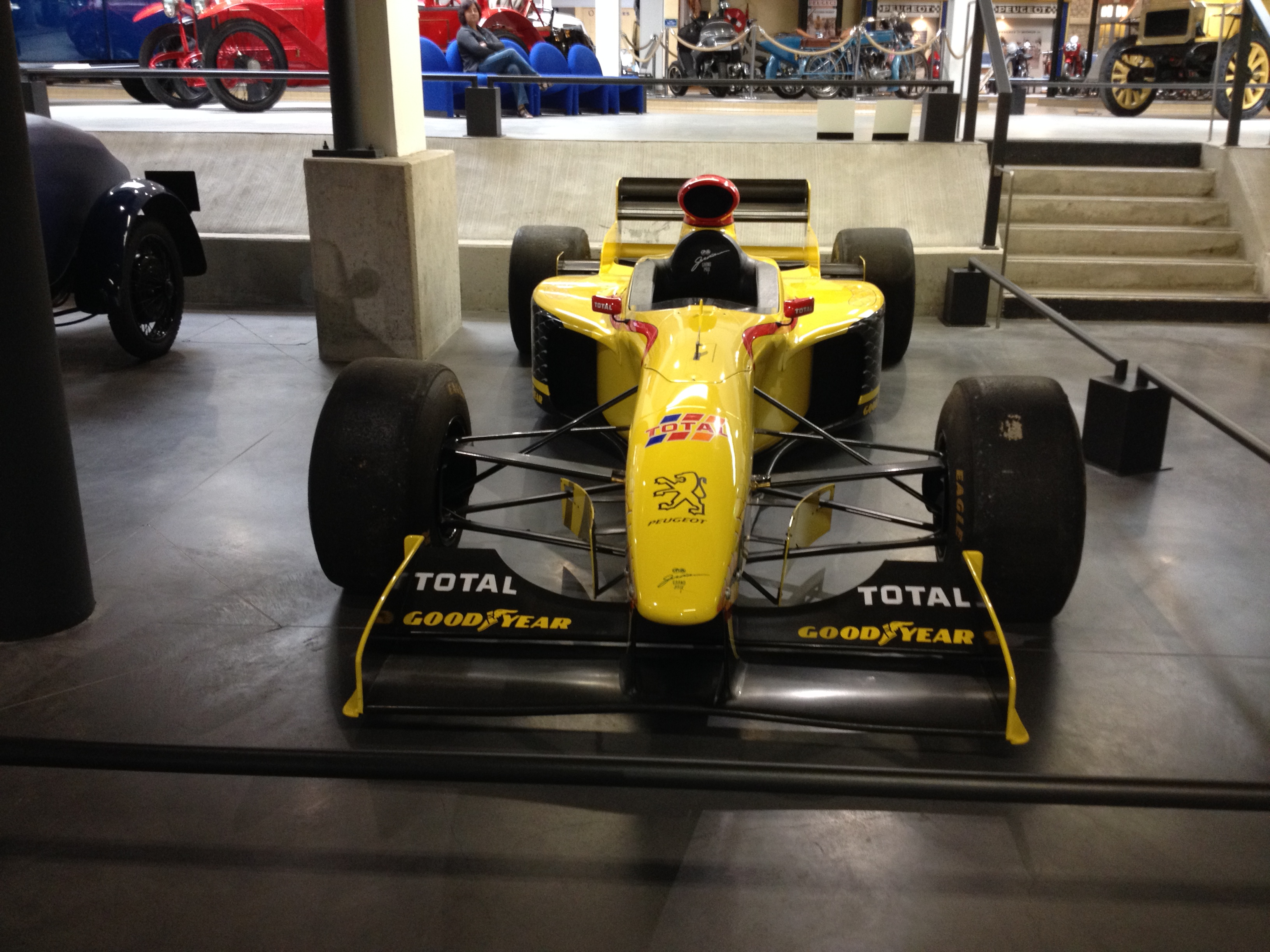
Jordan 197 F1 Peugeot esposta al Museo Peugeot di Sochaux

Nel 1995, il motore V10 Peugeot fu fornito alla Jordan Grand Prix che lo utilizzò fino al 1997, con questo team si ottengono i risultati migliori. Dal 1998 al 2000, invece, la Peugeot si lega alla Prost Grand Prix, ottenendo risultati deludenti, che la portano a maturare il ritiro dalla F1, il reparto motori viene ceduto alla Asiatech. In totale, le vetture motorizzate Peugeot in F1 hanno ottenuto 14 podi.

### Turismo
Nei primi anni 90, la squadra realizza una versione Super Turismo da corsa della sua berlina Peugeot 405 Mi16, con la quale vince il campionato Superturisme francese con Laurent Aiello nel 1994-1995, contemporaneamente altri esemplari di questa auto gareggiarono nel BTCC inglese, senza ottenere risultati rilevanti. Con la commercializzazione della successiva Peugeot 406, ne venne sviluppata una versione Super Turismo, con essa il risultato più prestigioso conseguito fu la vittoria della Super Tourenwagen Cup (il campionato tedesco Super Turismo) nel 1997.

## Direttori sportivi
- 1981-1993: Jean Todt
- 1993-1995: Michel Schreiber
- 1996-1998: Pierre-Michel Fauconnier
- 1998-2005: Corrado Provera
- 2005-2008: Michel Barge
- 2009-presente: Olivier Quesnel

## Risultati

### Campionato del mondo rally
| Anno | Vettura              | Pilota              | 1       | 2       | 3       | 4       | 5       | 6       | 7       | 8       | 9       | 10      | 11      | 12      | 13      | 14      | 15      | 16      | PP  | Punti | PC | Punti |
| ---- | -------------------- | ------------------- | ------- | ------- | ------- | ------- | ------- | ------- | ------- | ------- | ------- | ------- | ------- | ------- | ------- | ------- | ------- | ------- | --- | ----- | -- | ----- |
| 1984 | Peugeot 205 Turbo 16 | Ari Vatanen         | MON     | SVE     | POR     | KEN     | FRA Rit | GRC Rit | NZL     | ARG     | FIN 1   | ITA 1   | CAV     | GBR 1   |         |         |         |         | 4°  | 60    | 3° | 74    |
| 1984 | Peugeot 205 Turbo 16 | Jean-Pierre Nicolas | MON     | SVE     | POR     | KEN     | FRA 4   | GRC Rit | NZL     | ARG     | FIN     | ITA 5   | CAV     | GBR     |         |         |         |         | 14° | 18    | 3° | 74    |
| 1985 | Peugeot 205 Turbo 16 | Timo Salonen        | MON 3   | SVE 3   | POR 1   | KEN 7   | FRA Rit | GRC 1   | NZL 1   | ARG 1   | FIN 1   | ITA 2   | CAV     | GBR Rit |         |         |         |         | 1°  | 127   | 1° | 142   |
| 1985 | Peugeot 205 Turbo 16 | Ari Vatanen         | MON 1   | SVE 1   | POR Rit | KEN Rit | FRA Rit | GRC Rit | NZL 2   | ARG Rit | FIN     | ITA     | CAV     | GBR     |         |         |         |         | 4°  | 55    | 1° | 142   |
| 1985 | Peugeot 205 Turbo 16 | Bruno Saby          | MON 5   | SVE     | POR     | KEN Rit | FRA 2   | GRC     | NZL     | ARG     | FIN     | ITA Rit | CAV     | GBR     |         |         |         |         | 11° | 23    | 1° | 142   |
| 1985 | Peugeot 205 Turbo 16 | Carlos Reutemann    | MON     | SVE     | POR     | KEN     | FRA     | GRC     | NZL     | ARG 3   | FIN     | ITA     | CAV     | GBR     |         |         |         |         | 19° | 12    | 1° | 142   |
| 1985 | Peugeot 205 Turbo 16 | Kalle Grundel       | MON     | SVE     | POR     | KEN     | FRA     | GRC     | NZL     | ARG     | FIN 5   | ITA     | CAV     | GBR Rit |         |         |         |         | 25° | 8     | 1° | 142   |
| 1985 | Peugeot 205 Turbo 16 | Mikael Sundström    | MON     | SVE     | POR     | KEN     | FRA     | GRC     | NZL     | ARG     | FIN     | ITA     | CAV     | GBR Rit |         |         |         |         | NC  | 0     | 1° | 142   |
| 1986 | Peugeot 205 Turbo 16 | Juha Kankkunen      | MON 5   | SVE 1   | POR Rit | KEN 5   | FRA     | GRC 1   | NZL 1   | ARG Rit | FIN 2   | CAV     | ITA Rit | GBR 3   | USA 2   |         |         |         | 1°  | 118   | 1° | 137   |
| 1986 | Peugeot 205 Turbo 16 | Timo Salonen        | MON 2   | SVE Rit | POR Rit | KEN     | FRA Rit | GRC Rit | NZL 5   | ARG     | FIN 1   | CAV     | ITA Rit | GBR 1   | USA     |         |         |         | 3°  | 63    | 1° | 137   |
| 1986 | Peugeot 205 Turbo 16 | Bruno Saby          | MON 6   | SVE     | POR     | KEN     | FRA 1   | GRC 3   | NZL     | ARG Rit | FIN     | CAV     | ITA Rit | GBR     | USA     |         |         |         | 7°  | 38    | 1° | 137   |
| 1986 | Peugeot 205 Turbo 16 | Michéle Mouton      | MON Rit | SVE     | POR     | KEN     | FRA Rit | GRC     | NZL     | ARG     | FIN     | CAV     | ITA     | GBR     | USA     |         |         |         | NC  | 0     | 1° | 137   |
| 1986 | Peugeot 205 Turbo 16 | Shekhar Mehta       | MON     | SVE     | POR     | KEN 8   | FRA     | GRC     | NZL     | ARG     | FIN     | CAV     | ITA     | GBR     | USA     |         |         |         | 49° | 3     | 1° | 137   |
| 1986 | Peugeot 205 Turbo 16 | Stig Blomqvist      | MON     | SVE     | POR     | KEN     | FRA     | GRC     | NZL     | ARG 3   | FIN 4   | CAV     | ITA     | GBR     | USA     |         |         |         | 11° | 22    | 1° | 137   |
| 1986 | Peugeot 205 Turbo 16 | Andrea Zanussi      | MON     | SVE     | POR     | KEN     | FRA     | GRC     | NZL     | ARG     | FIN     | CAV     | ITA Rit | GBR     | USA     |         |         |         | NC  | 0     | 1° | 137   |
| 1986 | Peugeot 205 Turbo 16 | Mikael Sundström    | MON     | SVE     | POR     | KEN     | FRA     | GRC     | NZL     | ARG     | FIN     | CAV     | ITA     | GBR 4   | USA     |         |         |         | 22° | 10    | 1° | 137   |
| 1997 | Peugeot 306 Maxi     | Gilles Panizzi      | MON     | SVE     | KEN     | POR     | SPA 3   | FRA 3   | ARG     | GRE     | NZL     | FIN     | IDN     | ITA     | AUS     | GBR     |         |         | 10° | 8     | NC | 0     |
| 1997 | Peugeot 306 Maxi     | François Delecour   | MON     | SVE     | KEN     | POR     | SPA ES  | FRA 4   | ARG     | GRE     | NZL     | FIN     | IDN     | ITA     | AUS     | GBR     |         |         | 19° | 3     | NC | 0     |
| 1998 | Peugeot 306 Maxi     | Gilles Panizzi      | MON 9   | SVE     | KEN     | POR     | SPA 6   | FRA 4   | ARG     | GRE     | NZL     | FIN     | ITA 5   | AUS     | GBR     |         |         |         | 12° | 6     | NC | 0     |
| 1998 | Peugeot 306 Maxi     | François Delecour   | MON 10  | SVE     | KEN     | POR     | SPA 8   | FRA 2   | ARG     | GRE     | NZL     | FIN     | ITA Rit | AUS     | GBR     |         |         |         | 10° | 6     | NC | 0     |
| 1998 | Peugeot 306 Maxi     | Adruzilo Lopes      | MON 12  | SVE     | KEN     | POR     | SPA     | FRA     | ARG     | GRE     | NZL     | FIN     | ITA     | AUS     | GBR     |         |         |         | NC  | 0     | NC | 0     |
| 1999 | Peugeot 206 WRC      | Gilles Panizzi      | MON     | SVE     | KEN     | POR     | SPA     | FRA Rit | ARG     | GRE     | NZL     | FIN 33  | CIN     | ITA 2   | AUS     | GBR 7   |         |         | 10° | 6     | 6° | 11    |
| 1999 | Peugeot 206 WRC      | François Delecour   | MON     | SVE     | KEN     | POR     | SPA     | FRA Rit | ARG     | GRE Rit | NZL     | FIN 9   | CIN     | ITA Rit | AUS Rit | GBR Rit |         |         | 16° | 3     | 6° | 11    |
| 1999 | Peugeot 206 WRC      | Marcus Grönholm     | MON     | SVE     | KEN     | POR     | SPA     | FRA     | ARG     | GRE Rit | NZL     | FIN 4   | CHN     | ITA 8   | AUS 5   | GBR Rit |         |         | 15° | 5     | 6° | 11    |
| 2000 | Peugeot 206 WRC      | Marcus Grönholm     | MON Rit | SVE 1   | KEN Rit | POR 2   | SPA 5   | ARG 2   | GRE Rit | NZL 1   | FIN 1   | CIP Rit | FRA 5   | ITA 4   | AUS 1   | GBR 2   |         |         | 1°  | 65    | 1° | 111   |
| 2000 | Peugeot 206 WRC      | Gilles Panizzi      | MON Rit | SVE     | KEN Rit | POR     | SPA 6   | ARG     | GRE     | NZL     | FIN     | CIP     | FRA 1   | ITA 1   | AUS Rit | GBR 8   |         |         | 7°  | 21    | 1° | 111   |
| 2000 | Peugeot 206 WRC      | François Delecour   | MON Rit | SVE 7   | KEN     | POR 5   | SPA 7   | ARG 13  | GRE 9   | NZL Rit | FIN 6   | CIP 3   | FRA 2   | ITA 2   | AUS 3   | GBR 6   |         |         | 6°  | 24    | 1° | 111   |
| 2000 | Peugeot 206 WRC      | Sebastian Lindholm  | MON     | SVE     | KEN     | POR     | SPA     | ARG     | GRE     | NZL     | FIN 5   | CIP     | FRA     | ITA     | AUS     | GBR     |         |         | 19° | 2     | 1° | 111   |
| 2001 | Peugeot 206 WRC      | Marcus Grönholm     | MON Rit | SVE Rit | POR 3   | SPA Rit | ARG Rit | CIP Rit | GRC Rit | KEN Rit | FIN 1   | NZL 5   | ITA 7   | FRA Rit | AUS 1   | GBR 1   |         |         | 4°  | 36    | 1° | 106   |
| 2001 | Peugeot 206 WRC      | Didier Auriol       | MON Rit | SVE Rit | POR 8   | SPA 1   | ARG Rit | CIP Rit | GRC Rit | KEN Rit | FIN Rit | NZL 6   | ITA 3   | FRA 3   | AUS 3   | GBR 7   |         |         | 7°  | 23    | 1° | 106   |
| 2001 | Peugeot 206 WRC      | Harri Rovanperä     | MON     | SVE 1   | POR Rit | SPA     | ARG Rit | CIP Rit | GRC 3   | KEN 2   | FIN 4   | NZL 3   | ITA 11  | FRA 7   | AUS 4   | GBR 2   |         |         | 5°  | 36    | 1° | 106   |
| 2001 | Peugeot 206 WRC      | Gilles Panizzi      | MON Rit | SVE     | POR 12  | SPA 2   | ARG     | CIP Rit | GRC Rit | KEN     | FIN 14  | NZL     | ITA 1   | FRA 2   | AUS 9   | GBR Rit |         |         | 8°  | 22    | 1° | 106   |
| 2002 | Peugeot 206 WRC      | Marcus Grönholm     | MON 5   | SVE 1   | FRA 2   | SPA 4   | CIP 1   | ARG SQ  | GRC 2   | KEN Rit | FIN 1   | GER 3   | ITA 2   | NZL 1   | AUS 1   | GBR Rit |         |         | 1°  | 77    | 1° | 165   |
| 2002 | Peugeot 206 WRC      | Richard Burns       | MON 8   | SVE 4   | FRA 3   | SPA 2   | CIP 2   | ARG SQ  | GRE Rit | KEN Rit | FIN 2   | GER 2   | ITA 4   | NZL Rit | AUS Rit | GBR Rit |         |         | 5°  | 34    | 1° | 165   |
| 2002 | Peugeot 206 WRC      | Harri Rovanperä     | MON Rit | SVE 2   | FRA 11  | SPA 7   | CIP 4   | ARG Rit | GRC 4   | KEN 2   | FIN Rit | GER Rit | ITA 9   | NZL 2   | AUS 2   | GBR 7   |         |         | 7°  | 30    | 1° | 165   |
| 2002 | Peugeot 206 WRC      | Gilles Panizzi      | MON 7   | SVE 7   | FRA 1   | SPA 1   | CIP 10  | ARG Rit | GRC Rit | KEN 6   | FIN     | GER     | ITA 1   | NZL 7   | AUS     | GBR 11  |         |         | 6°  | 31    | 1° | 165   |
| 2003 | Peugeot 206 WRC      | Marcus Grönholm     | MON 13  | SVE 1   | TUR 9   | NZL 1   | ARG 1   | GRC Rit | CIP Rit | GER 2   | FIN Rit | AUS Rit | ITA Rit | FRA 4   | SPA 6   | GBR Rit |         |         | 6°  | 46    | 2° | 145   |
| 2003 | Peugeot 206 WRC      | Richard Burns       | MON 5   | SVE 3   | TUR 2   | NZL 2   | ARG 3   | GRC 4   | CIP Rit | GER 3   | FIN 3   | AUS 3   | ITA 7   | FRA 8   | SPA Rit | GBR     |         |         | 4°  | 58    | 2° | 145   |
| 2003 | Peugeot 206 WRC      | Harri Rovanperä     | MON     | SVE Rit | TUR Rit | NZL Rit | ARG 4   | GRC 6   | CIP 2   | GER     | FIN Rit | AUS 7   | ITA     | FRA     | SPA     | GBR Rit |         |         | 11° | 18    | 2° | 145   |
| 2003 | Peugeot 206 WRC      | Gilles Panizzi      | MON Rit | SVE     | TUR 5   | NZL     | ARG     | GRC 7   | CIP Rit | GER 10  | FIN     | AUS     | ITA 2   | FRA 6   | SPA 1   | GBR Rit |         |         | 10° | 27    | 2° | 145   |
| 2003 | Peugeot 206 WRC      | Freddy Loix         | MON Rit | SVE 10  | TUR 10  | NZL Rit | ARG Rit | GRC Rit | CIP Rit | GER 11  | FIN 10  | AUS 8   | ITA     | FRA     | SPA     | GBR 6   |         |         | 14° | 4     | 2° | 145   |
| 2004 | Peugeot 307 WRC      | Marcus Grönholm     | MON 4   | SVE 2   | MES 6   | NZL 2   | CIP SQ  | GRC Rit | TUR 2   | ARG Rit | FIN 1   | GER Rit | GPN 4   | GBR Rit | ITA 7   | FRA 4   | SPA 2   | AUS Rit | 5°  | 62    | 4° | 101   |
| 2004 | Peugeot 307 WRC      | Harri Rovanperä     | MON     | SVE     | MES 10  | NZL 5   | CIP SQ  | GRC 3   | TUR Rit | ARG 5   | FIN Rit | GER     | GPN 6   | GBR 6   | ITA Rit | FRA     | SPA     | AUS 2   | 8°  | 28    | 4° | 101   |
| 2004 | Peugeot 307 WRC      | Freddy Loix         | MON 5   | SVE Rit | MES     | NZL     | CIP     | GRC     | TUR     | ARG     | FIN     | GER 6   | GPN     | GBR     | ITA     | FRA 7   | SPA Rit | AUS     | 10° | 9     | 4° | 101   |
| 2004 | Peugeot 307 WRC      | Cédric Robert       | MON     | SVE     | MES     | NZL     | CIP     | GRC     | TUR     | ARG     | FIN     | GER 5   | GPN     | GBR     | ITA     | FRA Rit | SPA     | AUS     | 17° | 4     | 4° | 101   |
| 2004 | Peugeot 307 WRC      | Sebastian Lindholm  | MON     | SVE     | MES     | NZL     | CIP     | GRC     | TUR     | ARG     | FIN Rit | GER     | GPN     | GBR     | ITA     | FRA     | SPA     | AUS     | NC  | 0     | 4° | 101   |
| 2004 | Peugeot 307 WRC      | Daniel Carlsson     | MON     | SVE 8   | MES     | NZL 8   | CIP     | GRC 5   | TUR Rit | ARG     | FIN 9   | GER Rit | GPN     | GBR Rit | ITA     | FRA 11  | SPA     | AUS     | 12° | 6     | 4° | 101   |
| 2005 | Peugeot 307 WRC      | Marcus Grönholm     | MON 5   | SVE Rit | MES 2   | NZL 2   | ITA 3   | CIP Rit | TUR 3   | GRC 4   | ARG 2   | FIN 1   | GER 3   | GBR Rit | GPN 1   | FRA Rit | SPA Rit | AUS Rit | 3°  | 71    | 2° | 135   |
| 2005 | Peugeot 307 WRC      | Markko Märtin       | MON 4   | SVE 2   | MES 3   | NZL 5   | ITA 4   | CIP 3   | TUR 5   | GRC 8   | ARG 6   | FIN 3   | GER 4   | GBR Rit | GPN     | FRA     | SPA     | AUS     | 5°  | 53    | 2° | 135   |
| 2005 | Peugeot 307 WRC      | Daniel Carlsson     | MON     | SVE 6   | MES     | NZL     | ITA Rit | CIP 8   | TUR Rit | GRC 14  | ARG 15  | FIN     | GER     | GBR     | GPN 8   | FRA     | SPA     | AUS Rit | 19° | 5     | 2° | 135   |
| 2005 | Peugeot 307 WRC      | Nicolas Bernardi    | MON     | SVE     | MES     | NZL     | ITA     | CIP     | TUR     | GRC     | ARG     | FIN     | GER Rit | GBR Rit | GPN     | FRA 8   | SPA 6   | AUS     | 20° | 4     | 2° | 135   |
| 2005 | Peugeot 307 WRC      | Sebastian Lindholm  | MON     | SVE     | MES     | NZL     | ITA     | CIP     | TUR     | GRC     | ARG     | FIN Rit | GER     | GBR     | GPN     | FRA     | SPA     | AUS     | NC  | 0     | 2° | 135   |

### Rally Dakar
| Anno | Vettura                    | Pilota               | Copilota             | Pos. | TV |
| ---- | -------------------------- | -------------------- | -------------------- | ---- | -- |
| 1987 | Peugeot 205 T16 Grand Raid | Ari Vatanen          | Bernard Giroux       | 1°   | 10 |
| 1987 | Peugeot 205 T16 Grand Raid | Shekhar Mehta        | Mike Doughty         | 5°   | ?  |
| 1987 | Peugeot 205 T16 Grand Raid | Andrea Zanussi       | Paolo Amati          | Rit  | ?  |
| 1988 | Peugeot 405 T16 Grand Raid | Ari Vatanen          | Bruno Berglund       | Rit  | 4  |
| 1988 | Peugeot 405 T16 Grand Raid | Henri Pescarolo      | Patrick Fourticq     | 18°  | 3  |
| 1988 | Peugeot 205 T16 Grand Raid | Juha Kankkunen       | Juha Piironen        | 1°   | ?  |
| 1988 | Peugeot 205 T16 Grand Raid | Alain Ambrosino      | Alain Guehennec      | 6°   | 3  |
| 1989 | Peugeot 405 T16 Grand Raid | Ari Vatanen          | Bruno Berglund       | 1°   | 7  |
| 1989 | Peugeot 405 T16 Grand Raid | Jacky Ickx           | Christian Tarin      | 2°   | 3  |
| 1989 | Peugeot 205 T16 Grand Raid | Guy Fréquelin        | Jean-Claude Morellet | 4°   | ?  |
| 1989 | Peugeot 205 T16 Grand Raid | Philippe Wambergue   | Alain Guehennec      | 8°   | 1  |
| 1990 | Peugeot 405 T16 Grand Raid | Ari Vatanen          | Bruno Berglund       | 1°   | 6  |
| 1990 | Peugeot 405 T16 Grand Raid | Björn Waldegård      | Jean-Claude Morellet | 2°   | ?  |
| 1990 | Peugeot 205 T16 Grand Raid | Alain Ambrosino      | Alain Baumgartner    | 3°   | ?  |
| 1990 | Peugeot 205 T16 Grand Raid | Philippe Wambergue   | Jean Da Silva        | 12°  | 4  |
| 2015 | Peugeot 2008 DKR           | Stéphane Peterhansel | Jean-Paul Cottret    | 11°  | 0  |
| 2015 | Peugeot 2008 DKR           | Carlos Sainz         | Lucas Cruz           | Rit  | 0  |
| 2015 | Peugeot 2008 DKR           | Cyril Despres        | Gilles Picard        | 34°  | 0  |
| 2016 | Peugeot 2008 DKR           | Stéphane Peterhansel | Jean-Paul Cottret    | 1°   | 3  |
| 2016 | Peugeot 2008 DKR           | Carlos Sainz         | Lucas Cruz           | Rit  | 2  |
| 2016 | Peugeot 2008 DKR           | Sébastien Loeb       | Daniel Elena         | 9°   | 4  |
| 2016 | Peugeot 2008 DKR           | Cyril Despres        | David Castera        | 7°   | 0  |
| 2017 | Peugeot 3008 DKR           | Stéphane Peterhansel | Jean-Paul Cottret    | 1°   | 3  |
| 2017 | Peugeot 3008 DKR           | Carlos Sainz         | Lucas Cruz           | Rit  | 0  |
| 2017 | Peugeot 3008 DKR           | Sébastien Loeb       | Daniel Elena         | 2°   | 6  |
| 2017 | Peugeot 3008 DKR           | Cyril Despres        | David Castera        | 3°   | 1  |
| 2018 | Peugeot 3008 DKR Maxi      | Stéphane Peterhansel | Jean-Paul Cottret    | 4°   | 3  |
| 2018 | Peugeot 3008 DKR Maxi      | Carlos Sainz         | Lucas Cruz           | 1°   | 2  |
| 2018 | Peugeot 3008 DKR Maxi      | Sébastien Loeb       | Daniel Elena         | Rit  | 1  |
| 2018 | Peugeot 3008 DKR Maxi      | Cyril Despres        | David Castera        | 31°  | 1  |

### Campionato del mondo rallycross
| Anno | Vettura        | Pilota         | 1      | 2     | 3     | 4     | 5     | 6     | 7     | 8     | 9     | 10    | 11    | 12    | PP | Punti | PS | Punti |
| ---- | -------------- | -------------- | ------ | ----- | ----- | ----- | ----- | ----- | ----- | ----- | ----- | ----- | ----- | ----- | -- | ----- | -- | ----- |
| 2018 | Peugeot 208 RX | Sébastien Loeb | SPA 2  | POR 2 | BEL 1 | SIL 3 | NOR 8 | SVE 9 | CAN 3 | FRA 6 | LET 3 | USA 4 | GER 8 | RSA 3 | 4° | 229   | 3° | 421   |
| 2018 | Peugeot 208 RX | Timmy Hansen   | SPA 7  | POR 6 | BEL 3 | SIL 8 | NOR 5 | SVE 4 | CAN 2 | FRA 5 | LET 5 | USA 6 | GER 7 | RSA 6 | 6° | 192   | 3° | 421   |
| 2018 | Peugeot 208 RX | Kevin Hansen   | SPA 13 | POR 8 | BEL 9 | SIL 6 | NOR 4 | SVE 5 | CAN 9 | FRA 7 | LET 6 | USA 7 | GER 6 | RSA 4 | 8° | 145   | 3° | 421   |

### Campionato del mondo endurance
| Anno | Classe   | Vettura     | Pilota            | 1      | 2      | 3      | 4       | 5      | 6       | 7     | 8       | PP  | Punti | PC | Punti |
| ---- | -------- | ----------- | ----------------- | ------ | ------ | ------ | ------- | ------ | ------- | ----- | ------- | --- | ----- | -- | ----- |
| 2022 | Hypercar | Peugeot 9X8 | Jean-Éric Vergne  | SEB    | SPA    | LMS    | MNZ Rit | FUJ 4  | BHR Rit |       |         | 10° | 12    | 4° | 42    |
| 2022 | Hypercar | Peugeot 9X8 | Paul di Resta     | SEB    | SPA    | LMS    | MNZ Rit | FUJ 4  | BHR Rit |       |         | 10° | 12    | 4° | 42    |
| 2022 | Hypercar | Peugeot 9X8 | Mikkel Jensen     | SEB    | SPA    | LMS    | MNZ Rit | FUJ 4  | BHR Rit |       |         | 10° | 12    | 4° | 42    |
| 2022 | Hypercar | Peugeot 9X8 | Loïc Duval        | SEB    | SPA    | LMS    | MNZ 4   | FUJ 5  | BHR 4   |       |         | 6°  | 40    | 4° | 42    |
| 2022 | Hypercar | Peugeot 9X8 | Gustavo Menezes   | SEB    | SPA    | LMS    | MNZ 4   | FUJ 5  | BHR 4   |       |         | 6°  | 40    | 4° | 42    |
| 2022 | Hypercar | Peugeot 9X8 | James Rossiter    | SEB    | SPA    | LMS    | MNZ 4   | FUJ 5  | BHR     |       |         | 8°  | 22    | 4° | 42    |
| 2022 | Hypercar | Peugeot 9X8 | Nico Müller       | SEB    | SPA    | LMS    | MNZ     | FUJ    | BHR 4   |       |         | 9°  | 18    | 4° | 42    |
| 2023 | Hypercar | Peugeot 9X8 | Jean-Éric Vergne  | SEB 9  | POR 7  | SPA 8  | LMS 6   | MNZ 3  | FUJ 8   | BHR 9 |         | 8°  | 51    | 5° | 67    |
| 2023 | Hypercar | Peugeot 9X8 | Paul di Resta     | SEB 9  | POR 7  | SPA 8  | LMS 6   | MNZ 3  | FUJ 8   | BHR 9 |         | 8°  | 51    | 5° | 67    |
| 2023 | Hypercar | Peugeot 9X8 | Mikkel Jensen     | SEB 9  | POR 7  | SPA 8  | LMS 6   | MNZ 3  | FUJ 8   | BHR 9 |         | 8°  | 51    | 5° | 67    |
| 2023 | Hypercar | Peugeot 9X8 | Loïc Duval        | SEB NC | POR 5  | SPA 9  | LMS 9   | MNZ 11 | FUJ 7   | BHR 8 |         | 11° | 28    | 5° | 67    |
| 2023 | Hypercar | Peugeot 9X8 | Gustavo Menezes   | SEB NC | POR 5  | SPA 9  | LMS 9   | MNZ 11 | FUJ 7   | BHR 8 |         | 11° | 28    | 5° | 67    |
| 2023 | Hypercar | Peugeot 9X8 | Nico Müller       | SEB NC | POR 5  | SPA 9  | LMS 9   | MNZ 11 | FUJ     | BHR 8 |         | 13° | 22    | 5° | 67    |
| 2023 | Hypercar | Peugeot 9X8 | Stoffel Vandoorne | SEB    | POR    | SPA    | LMS     | MNZ    | FUJ 7   | BHR   |         | 15° | 6     | 5° | 67    |
| 2024 | Hypercar | Peugeot 9X8 | Mikkel Jensen     | QAT SQ | ITA 9  | SPA 10 | LMS 12  | SAN 8  | CDA 12  | FUJ 4 | BHR 3   | 12° | 42    | 6° | 57    |
| 2024 | Hypercar | Peugeot 9X8 | Nico Müller       | QAT SQ | ITA 9  | SPA 10 | LMS 12  | SAN 8  | CDA 12  | FUJ 4 | BHR 3   | 12° | 42    | 6° | 57    |
| 2024 | Hypercar | Peugeot 9X8 | Jean-Éric Vergne  | QAT SQ | ITA 9  | SPA    | LMS 12  | SAN 8  | CDA 12  | FUJ 4 | BHR 3   | 13° | 41    | 6° | 57    |
| 2024 | Hypercar | Peugeot 9X8 | Loïc Duval        | QAT 15 | ITA 15 | SPA 14 | LMS 11  | SAN 16 | CDA Rit | FUJ 8 | BHR Rit | 28° | 4     | 6° | 57    |
| 2024 | Hypercar | Peugeot 9X8 | Paul di Resta     | QAT 15 | ITA 15 | SPA 14 | LMS 11  | SAN 16 | CDA Rit | FUJ 8 | BHR Rit | 28° | 4     | 6° | 57    |
| 2024 | Hypercar | Peugeot 9X8 | Stoffel Vandoorne | QAT 15 | ITA 15 | SPA    | LMS 11  | SAN 16 | CDA Rit | FUJ 8 | BHR Rit | 29° | 4     | 6° | 57    |

## Palmarès

### Rally
- 5 Campionati del mondo marche (1985, 1986, 2000, 2001 e 2002)
- 4 Campionati del mondo piloti con Timo Salonen (1985), Juha Kankkunen (1986) e Marcus Grönholm (2000 e 2002)
- 3 Intercontinental Rally Challenge (2007, 2008 e 2009)
- 3 Campionato europeo rally con Renato Travaglia (2002), Bruno Thiry (2003) e Luca Rossetti (2008)
- 10 Campionato Italiano Rally 2002, 2008, 2009, 2010, 2011, 2012, 2013, 2014, 2015, 2017 e 2018
- 9 Campionato francese rally 1996, 1997, 2003, 2005, 2006, 2007, 2008, 2009 e 2010

### Rally raid
- - 7 Rally Dakar con Ari Vatanen (1987, 1989 e 1990), Juha Kankkunen (1988), Stéphane Peterhansel (2016) e (2017), Carlos Sainz (2018)

### Rallycross
- - 1 Campionato del mondo rallycross piloti Timmy Hansen (2019)

### Velocità in salita
- - 3 Pikes Peak con Ari Vatanen (1988), Bobby Unser (1989), Sébastien Loeb (2013)

### Sport prototipi
- - 3 24 Ore di Le Mans (1992, 1993 e 2009)
- - 1 Campionato del Mondo Sport Prototipi (1992)
- - 2 Intercontinental Le Mans Cup (2010 e 2011)
- - 2 Le Mans Series (2007) e (2010)
- - 2 12 Ore di Sebring (2010) e (2011)
- - 3 Petit Le Mans (2009, 2010 e 2011)